# Foire de la Latière
La Foire de la Latière est une foire qui se déroule au hameau de la Latière, près de Saint-Aulaye dans le département de la Dordogne, en région Nouvelle-Aquitaine. Elle a lieu deux fois dans l’année : le deuxième samedi de septembre et le 30 avril/1er mai. 
Les foires de la Latière sont inscrites en tant que pratiques festives à l'Inventaire du patrimoine culturel immatériel en France.

## Historique
Les foires de la Latière sont inscrites depuis le Moyen Âge dans un cycle de rassemblements commerciaux très courants en Europe à cette époque. La Latière est situé dans une forêt de chênes, la forêt de la Double, connue dès la Préhistoire et propice à des croyances (comme la « fontaine miraculeuse »). Dès lors, le lieu est fréquenté et même promu grâce à la décision de donner des avantages à quiconque souhaiterait s’installer sur le site. C’est probablement ce qui a permis la création des foires, puis du hameau de la Latière. Au début du XXIe siècle, il existe encore deux rassemblements annuels (cinq à l’origine) mêlant foire marchande et fête foraine : au mois de septembre et pour le premier mai.

## Description
Si la foire du mois de septembre attire plutôt des vendeurs de bestiaux et des brocanteurs, la foire de la Saint-Eutrope (30 avril/1er mai) est plus festive. Le 30 avril fait place à la foire aux bestiaux d’Aquitaine et plus, à l’artisanat local et aux brocantes. Le premier mai fait plutôt référence au pèlerinage historique du 30 avril près de la source de Saint-Eutrope, réputée guérir les estropiés. Ainsi, la journée commence avec une omelette partagée par la population vers les 10 heures. Ensuite une messe est donnée et s’ensuit le pèlerinage à la fontaine miraculeuse. En parallèle est organisée la fête du chien sur toute la journée du 1er mai. Toutes les festivités sont accompagnées de musiques folkloriques et médiévales. 